# Liste des partis politiques en Corée du Sud
Cette liste comprend les partis les plus importants en Corée du Sud, présents ou passés.

## Partis politiques actuels
Partis représentés au Parlement
- Parti Minju, parti libéral fondé en 2014 sous le nom de "Nouvelle alliance politique pour la démocratie" (voir l'historique plus bas), 176 députés. Parti du président Moon Jae-in.
- Pouvoir au peuple, parti conservateur, 103 députés. Il est issu de la fusion en 2020 de plusieurs petits partis avec le Parti de la liberté de Corée, fondé en 1997 et connu jusqu'en 2012 sous le nom de "Grand parti national", puis de "Parti Saenuri" (parti de la nouvelle frontière) jusqu'en 2017.

Ces deux partis ont chacun fondé un parti satellite à l'occasion des élections législatives de 2020, afin de contourner la nouvelle loi électorale. Le Parti des citoyens ensembles (en), associé au Parti Minju, obtient 17 sièges et le Parti de la Corée future (en), proche du Parti du futur uni, 19 sièges. Ces partis sont absorbés après les élections.
- Parti de la Justice, parti social-démocrate fondé en 2012, 6 députés. Scission du Parti progressiste unifié.
- Parti du peuple (en), trois députés. Parti centriste fondé en 2020, issu d'une scission du Bareunmiraedang.
- Parti démocrate ouvert (en), trois députés. Parti de centre-gauche issu d'une scission de 2020 du Parti Minju.

Autres partis
- Parti travailliste, parti de gauche fondé en 2013.
- Parti vert de Corée (en), parti écologiste fondé en 2012.
- Parti pour la subsistance du peuple (en), parti centriste fondé en 2020, fusion du Bareunmiraedang, du Parti de la nouvelle alternative (en) et du Parti pour la paix et la démocratie (scission du Parti du peuple).
- Notre Parti républicain, parti conservateur formé en 2017 sous le nom de "Parti des patriotes coréens" par des partisans de l'ancienne présidente Park Geun-hye.

## Partis disparus
- Différents partis libéraux se sont succédé, portant parfois le même nom : le Parti démocrate, fondé en 2000 sous le nom de "parti démocrate du millénaire", fusionne en 2007 avec le Parti Uri, composé des partisans du président Roh Moo-hyun, qui s'était séparé de lui en 2003, formant un nouveau Parti démocrate. Il devient en 2011 le Parti démocrate unifié (puis de nouveau "Parti démocrate" en 2013), après un rapprochement avec la Fédération des syndicats coréens et le parti d'union des citoyens, créé une semaine auparavant par d'anciens proches de Roh Moo-hyun. Il devient la Nouvelle alliance politique pour la démocratie en 2014. Il descend indirectement du premier Parti démocrate (1955-1964), formé par des opposants au président Syngman Rhee.
- Parti de la nouvelle Corée (1990-1997), créé sous le nom de "Parti démocrate libéral" par la fusion du Parti de la justice et de la démocratie (1980-1990), du Parti pour la démocratie et la réunification (1987-1990) et du Parti démocratique républicain (en). Il fusionne avec le Parti démocrate uni (en) pour former le Grand parti national.
- Parti libéral (1951-1970), parti formé par Syngman Rhee.
- Parti du travail de Corée du Sud (1946-1949), qui succède notamment au Parti communiste de Corée, il fusionne avec le Parti du travail de Corée du Nord pour former le Parti du travail de Corée.
- Nouveau parti progressiste, parti social-démocrate fondé en 2008 par des membres du Parti démocratique du travail. Fusionne en 2013 avec le Parti socialiste (en) (fondé en 1998) pour former le Parti travailliste.
- Parti de l'avancement de la liberté (2008-2012), parti conservateur fondé par un membre du Grand parti national. Absorbé par le Parti Saenuri.
- Parti de la Corée créative (2007-2012), parti centriste issu du Parti Uri.
- Parti démocrate de Corée (1945-1948), parti conservateur.
- Parti du peuple d'abord (2006-2008), parti conservateur absorbé par le Parti de l'avancement de la liberté.
- Parti national coréen (1980-1988).
- Parti progressiste unifié, parti social-démocrate fondé en 2011 par la fusion du Parti démocratique du travail (fondé en 2000 par la Confédération coréenne des syndicats), du Parti de la participation du peuple (en) (scission du Parti Uri de 2011) et d'une fraction du Nouveau parti progressiste, il est dissous par la cour constitutionnelle en 2014 sur demande du gouvernement.
- Union démocrate libérale, parti conservateur disparu en 2006, ses partisans ont rejoint le parti du peuple d'abord ou le Grand parti national.
- Front démocratique national anti-impérialiste, parti politique interdit car favorable à la Corée du Nord, fonctionne clandestinement.
- Bareunmiraedang (2018-2020) issu de la fusion du Parti du peuple, scission du Minju, et du Bareunjeongdang, scission du Saenuri.